# Иске-Казань
Иске-Казань (тат. Иске Казан; рус. Старая Казань) — «Иске-Казанский государственный историко-культурный и природный музей-заповедник» и городище на месте фактического расположения последней столицы Волжской Булгарии в середине XIII — середине XV веков, между периодами местонахождения города Казани на современном месте.

## История
Город в устье реки Казанка с мощными стенами острога, шумными рынками, пышными дворцами и благоухающими садами, по мнению ученых, возник в период угасания Золотой Орды и известен под несколькими именами: Газан, Булгар аль-Джадид, Казан, Иске Казан.
В легенде «О несгораемой деревне» говорится, что после взятия города армией Золотой Орды Аксак Тимур (Булат Тимур) казнил местного эмира Габдуллу. Его сыновьям Алтынбеку и Галимбеку удалось спастись.
После ухода завоевателей с награбленным добром братья не стали возрождать свою столицу из руин. В лесостепной зоне Заказанья они нашли более спокойное и укромное место. Этот холм с крутыми склонами, опоясанный у подножия полноводной в то время Казанкой, делающей возвышенность снизу неприступной. Здесь царевичи и заложили город Иске Казан. На месте погибшей в 1236 году и поднявшейся из руин в период Золотой Орды Волжско-Камской Булгарии стало складываться новое государство, ставшее позже Казанским Ханством, с центром в Иске Казан. Оно наладило былой уровень торговли и внешних связей.
Впоследствии войны и связанная с ними стратегическая бесперспективность места, а также экономическая конъюнктура заставили перенести столицу Казанского Ханства назад в более удобное место в устье рек Казанки, Булака, впадающих в реку Волгу — главную торговую и стратегическую артерию средневековой Восточной Европы. Именно здесь стоит современная Казань. Старая же столица пришла в запустение и со временем исчезла с торговой и политической арены, оставив на своем месте несколько слобод, превратившихся со временем в села. Возле них и по сей день сохранились святые места людского поклонения.
Спор о месте нахождения города Иске Казан в научных кругах не закрыт. Наиболее веской позиции в этом вопросе придерживается доктор исторических наук, археолог Равиль Фахрутдинов. Он связывает местонахождение Иске Казан с Камаевским городищем и Русско-урматским селищем, расположенным у деревень Камаево, Русский Урмат и Гайша Высокогорского района республики, в 40 км от устья Казанки вверх по реке.
Неким итогом проделанных и продолжающихся научных поисков явилось открытие в селе Камаево Иске-Казанского государственного музея-заповедника истории, культуры и природы.

## Музей-заповедник
Музей-заповедник создан на основании постановления Кабинета Министров Республики Татарстан от 14.02.1992 г. N 228 «Об организации Иске-Казанского историко-культурного и природного музея-заповедника в Высокогорском районе Республики Татарстан».
Территория — 137,2 га, число экспонатов основного фонда — 1163 единиц хранения.
В состав музея-заповедника входят археологические и эпиграфические памятники периода Волжской Болгарии, Золотой Орды и Казанского ханства:
- Иске-Казанское (Камаевское) городище (XIII в. — 1552 г.) — культурный слой укрепленного мысового болгаро-татарского поселения, в XIII—XIV вв. крупного политического и экономического центра Заказанья. Город разрушен в 1552 г. войсками Ивана Грозного. Выявлены остатки белокаменного дома, жилых и хозяйственных построек (в том числе кузнечной мастерской), орудия труда и быта, керамики, металлическое оружие, клады серебряных джучидских монет конца XIV—XV вв. Исследователи увязывают Иске-Казанское (Камаевское) городище с городом Иске-Казань. 
 Объект культурного наследия народов РФ федерального значения. Рег. № 161540713520006 (ЕГРОКН). Объект № 1610082000 (БД Викигида)
- Иске-Казанское (Камаевское) кладбище (XVI—XVI вв.) с каменными надгробиями. 
 Объект культурного наследия народов РФ федерального значения. Рег. № 161540394790006 (ЕГРОКН). Объект № 1600323000 (БД Викигида)
- Русско-Урматское селище (XII—XIV вв.) — культурный слой болгарско-татарского торгового поселения. Выявлено остатки жилых и хозяйственных построек (металлургические и гончарные горны, ремесленные мастерские и т. п.). Найдены орудия труда, оружие, украшения.
 Объект культурного наследия народов РФ федерального значения. Рег. № 161640713830006 (ЕГРОКН). Объект № 1610083000 (БД Викигида)
- Русско-Урматское кладбище (XIII—XVI вв.) с каменными надгробиями на арабско-древнеболгарском[источник не указан 4038 дней] языке.
- историко-этнографический музей в селе Камаево.
- природный ландшафт — склоны подпойменной террасы реки Казанки, луговина поймы с пойменными озёрами, русло самой реки.
- святые места: могила Гайши-бике, источник «Изге Мулла-Хаджи чишмэсе» («Родник святого Муллы-Хаджи»), источник «Хан чишмэсе» («Ханский родник»).

Ежегодно ведется археологическое исследования памятников, сбор этнографического материала, завершается строительство нового здания историко-этнографического музея с фондохранилищем.
Предусмотрено дальнейшее развитие и совершенствования музея-заповедника в системе историко-архитектурных памятников Татарстана вместе с Булгарами, Биляром и Свияжском по типу известного российского «Золотого кольца».

### Экспозиция историко-этнографического музея
Экспозиция музея предваряется эпиграфом из книги видного татарского теолога-просветителя начала XX века Ризы Фахретдина «История булгарских и казанских тюрок» — «у тюрок Булгара было три столицы: первая из них в былые времена славный, на сегодняшний день разрушенный город Булгар, вторая — на берегу реки Казанки также разрушенный город Казань (Иске Казань), третья — стоящий и поныне город Казань с центром ремесла и торговли». Это раскрывается а коллекции музея, вобравшая в себя весь дух тех времен.
Среди экспонатов есть изящно выполненные бронзовые замки и ключи с деталыми чеканных и литых узоров, свидетельствующие о точной и совершенной технология кузнечного ремесла и медно-бронзовой металлургии, с помощью которой выполнены эти изделия. В числе других изделий кузнечного ремесла — стальные ножницы, ювелирные весы, изготовленные для торговли очень дорогими товарами (драгоценные камнями, изделиями из золота, серебра или очень ценившиеся в средневековье пряностями и целительными травами).
Экспонатами являются также такие орудия сельского хозяйства, как серпы, косы и другие. Кузнечное дело, помимо предметов быта и ремесла, представлено также образцами вооружения: железные ядра мелкого калибра, ножи, наконечники для стрел разных типов и назначения, сабли и другие.
Керамика в коллекции представлена деталями архитектурных обзразцов, майолики, осколками некогда пышной посуды, украшениями в виде бус, торговыми гирями и грузами для рыболовных сетей. Особое место в коллекции занимают костяные изделия в виде наконечников для стрел и охотничье-рыболовных гарпунов, а также гребней и пуговиц.
Есть также нумизматический планшет серебряных и медных монет времен Золотой Орды, Астраханского и Казанского ханств XIV—XV вв.
Глиняные свистящие ядра, найденные механизаторами села Русский Урмат во время полевых работ недалеко от Камаевского городища, относятся приблизительно к XIII—XV вв. Представляют из себя глиняные сферы с четырьмя внешними отверстиями и сферической полостью внутри. Предположительно предназначались для шумового воздействия на противника в бою.
Более древним чем собственно период Иске-Казань, особым представленным на выставке экспонатом, которым гордится музей, является бронзовый гуннский котел. Он относится приблизительно к эпохе переселения народов, то есть к IV—V вв. н. э. Особенность этого экспоната в том, что подобные котлы не предназначались для того, чтобы готовить пищу (о чем свидетельствует конусовидная ножка). Такие котлы, начиная с древних гуннов Центральной Азии вплоть до кочевых империй тюрок раннего средневековья служили символом власти, единения рода и племени. Котел найден в поле у деревни Татарские Сунчалеи Аксубаевского района Республики Татарстан механизаторами села во время проведения сельскохозяйственных работ.
Ещё более древним является выполненное в зверином стиле и относящееся приблизительно к VI веку до н. э. бронзовое скифское зеркало.
В коллекции музея есть также этнографические материалы более позднего периода Заказанья конца XIX — начала XX вв. Это национальные женские костюмы, калфаки, шали, тканые ковры и полотенца, мозаичные женские сапожки — ичиги.